# Lista personajelor din Jericho
Aceasta este o listă de personaje din serialul de televiziune Jericho, care a debutat în 2006 pe AXN în România.

## Personaje principale
| Imagine | Nume                    | Interpretat de   | Ocupația/Rolul |
| ------- | ----------------------- | ---------------- | --- |
|         | Gray Anderson           | Michael Gaston   | Proprietar al minei de sare, adversar politic al primarului Green și actualul primar al orașului. Gray este unul din cei patru cercetași care pleacă din Jericho să adune informații. Încearcă mereu să câștige simpatia locuitorilor pentru a „săpa” puterea lui Johnston Green reușind să ajungă primar în episodul 11.                                                                                |
|         | Eric Green              | Kenneth Mitchell | Fratele lui Jake Green și fiul foatului primar Green. Este numit de Johnston reprezentant al său și este cel care coordonează comunitatea atunci când tatăl său cade bolnav. Este opusul lui Jake, încadrându-se în categoria „fiul cel mare și cuminte”. Totuși, el se îndrăgostește de responsabila de la localul orașului, înșelându-și astfel soția.                                                 |
|         | Gail Green              | Pamela Reed      | Soția fostului primar Green, mama lui Jake și a lui Eric. Femeie energică, îl apără pe Jake în fața lui Johnston și îl îngrijește cu devotament pe acesta din urmă când se îmbolnăvește. |
|         | Jake Green              | Skeet Ulrich     | Fiul lui Johnston Green, personajul principal al serialului. A rămas izolat în Jericho în momentul începerii atacurilor. Nu deține nici o funcție oficială, dar pare să fie omul bun la toate: salvează un autobuz școlar, duce oamenii la adăposturi, stinge incendii, prinde hoți etc. Nimeni nu știe unde a fost în ultimii cinci ani și trecutul lui, ca și al lui Hawkins, este învăluit în mister. |
|         | Primarul Johnston Green | Gerald McRaney   | Fostul primar al orașului Jericho. După explozia de la Denver, încearcă să mențină ordinea în oraș și să contracareze jocurile murdare ale lui Gray Anderson. Se îmbolnăvește și este la un pas de moarte dar este salvat de fii săi. După revenirea din convalescență, el pierde continuu teren în fața lui Gray Anderson care este ales ca nou primar al orașului în episodul 11.                      |
|         | Robert Hawkins          | Lennie James     | Personajul negativ din serial. A sosit în Jericho cu familia sa cu doar câteva zile înaintea atacurilor, despre care știa mult înainte ca acestea să aibă loc. Trecutul său este la fel de misterios ca al lui Jake. El comunica prin intermediul unui laptop cu un grup de asociați misterioși care par să aibă legătură cu atacurile.                                                                  |
|         | Heather Lisinski        | Sprague Grayden  | Învățătoare, iubita lui Jake. Este salvată de Jake când autobuzul școlar în care se afla a avut un accident. Este foarte pricepută în domeniul mecanicii. Este și prietenă cu Emily (urma să fie domnișoara de onoare la nunta acesteia). |
|         | Emily Sullivan          | Ashley Scott     | Învățătoare, fostă iubită a lui Jake. Deși în trecut avusese o relație cu Jake, în prezent este logodită cu un tânăr bancher, Roger Hammond. Nunta ei a fost amânată fiindcă Roger se afla într-un avion care a aterizat forțat în momentul atacurilor. |
|         | Dale Turner             | Erik Knudsen     | Angajat la magazinul din oraș. Rămas orfan în urma atacurilor, el se apropie de o tânără din oraș, Skylar, lucru care provoacă o ceartă cu patroana magazinul, Gracie Leigh, în urma căreia părăsească pe Gracie și să se mute la Skylar. Când Gracie e ucisă, el îi răzbună moartea. |